# Citharichthys arenaceus
Citharichthys arenaceus är en fiskart som beskrevs av Barton Warren Evermann och Marsh, 1900. Citharichthys arenaceus ingår i släktet Citharichthys och familjen Paralichthyidae. Inga underarter finns listade i Catalogue of Life.